# Ministarstvo zdravstva i socijalne skrbi Sjedinjenih Američkih Država
Ministarstvo zdravstva i socijalne skrbi Sjedinjenih Američkih Država (engleski: United States Department of Health and Human Services), češće Ministarstvo zdravstva, je ministarstvo Vlade Sjedinjenih Američkih Država koje skrbi o radu i unaprijeđenju zdravstvenog sustava i pružanja zdravstvene skrbi svim američkih državljanima, kao i upravljanje sustavom državne zaštite svih štićenih osoba i onima kojima je pomoć potrebna radi poteškoća u društvenim odnosima.

## Povijest
Već uoči Drugog svjetskog rata, Senat Sjedinjenih Američkih Država izglasavanjem posebnog zakonskog akta osniva 1. srpnja 1939. Federalnu službu za sigurnost s ciljem provedbe federalnih programa na područjima zdravstvenog i obrazovnog sustava, te sustava socijalne skrbi. Poučeni teškim zdravstvenim posljedicama Drugog svjetskog rata i velikih poteškoća u razgranatom sustavu, Vlada 11. travnja 1953. osniva Ministarstvo zdravstva, obrazovanja i socijalne skrbi radi pružanja kvalitetnijih usluga i bolje provedbe zakona i programa na tim područjima. 
Unatoč Vladinim naporima, potreba za razdvajanjem ovih područja postaja je sve izraženija te je početkom 1980. godine dovela do izglasavanja podjele jedinstvenog ministarstva na dva zasebna ministarska odjela. Tom zakonskom uredbom, koju su odobrili Senat i Zastupnički dom, nastaju Ministarstvo obrazovanja i Ministarstvo zdravstva i socijalne skrbi. Prvom ministricom imenovana je Patricia Roberts Harris, koja je ujedno bila i posljednja ministrica podijeljenog ministarstva.

## Dužnosti
Ministarstvo zdravstva i socijalne skrbi provodi 115 državnih (federalnih) programa u kojima su najvažnije uloge Ministarstva:
- Znanstvena istraživanja na području medicine i ljudskog zdravlja;
- Prevencija i obrazovanje američkih državljana o uzrocima, obilježjima (simptomima) i posljedicama bolesti;
- Zaštita američkih državljana od epidemija i pružanje zdravstvene skrbi zaraženima epidemijom;
- Zdravstvena briga za američke državljane starije životne dobi (Mediacare) i one nižeg imovinskog stanja (Mediacaid);
- Razvoj zdravstvene tehnologije i istraživanja na području bioinformatike;
- Osiguravanje osnovne zdravstvene skrbi siromašnim građanima;
- Provođenje zdravstvene skrbi i prevencije u djece predškolske dobi (program Head Start);
- Pružanje socijalne skrbi društveno ugroženim osobama svih životnih dobi;
- Prevencija i sprječavanje nasilja nad djecom, obiteljskog, vršnjačkog i drugih oblika nasilja;
- Borba protiv trgovine ljudima, prostitucije i organiziranog kriminala koji uključuje socijalne slučajeve;
- Osiguravanje zdravstvene i socijalne skrbi djeci školske i predškolske dobi.

## Vanjske poveznice
- Službene internetske stranice (engl.)